# Неш (Тексас)
Неш (енгл. Nash) град је у америчкој савезној држави Тексас. По попису становништва из 2010. у њему је живело 2.960 становника.

## Демографија
Према попису становништва из 2010. у граду је живело 2.960 становника, што је 791 (36,5%) становника више него 2000. године.
| Група             | 2000.         | 2010.         |
| Белци             | 1.662 (76,6%) | 1.733 (58,5%) |
| Афроамериканци    | 381 (17,6%)   | 703 (23,8%)   |
| Азијати           | 7 (0,3%)      | 25 (0,8%)     |
| Хиспаноамериканци | 83 (3,8%)     | 423 (14,3%)   |
| Укупно            | 2.169         | 2.960         |